# Liste der Fließgewässer im Flusssystem Vorbach
Die Liste der Fließgewässer im Flusssystem Vorbach umfasst alle direkten und indirekten Zuflüsse des in Weikersheim in die Tauber mündenden Vorbachs / der Vorbach, soweit sie namentlich im Kartenwerk des Stadtplandienstes der Euro-Cities AG oder in der Gewässernetzkarte des LUBW aufgeführt sind. Namenlose Zuläufe und Abzweigungen werden nicht berücksichtigt. Wenn nach dem Zusammenfluss zweier Gewässerabschnitte sich der Gewässername ändert, werden die beiden Zuflüsse als Quellzuflüsse separat angeführt, ansonsten erscheint der Teilbereichsname in Klammern. Die Längenangaben werden auf eine Nachkommastelle gerundet. Die Fließgewässer werden jeweils flussabwärts aufgeführt. Die orografische Richtungsangabe bezieht sich auf das direkt übergeordnete Gewässer. 

## Vorbach
Die Vorbach ist ein 24,6 km langer linker Zufluss der Tauber mit einem Einzugsgebiet von 116,4 km². 

## Zuflüsse
Hierarchische Liste der Zuflüsse und  Seen von der Quelle zur Mündung. Gewässerlängen in der Regel nach LUBW-FG10 (Datensatzeinträge), Einzugsgebiete entsprechend nach LUBW-GEZG, Seeflächen nach LUBW-SG10, Höhenangaben nach dem Höhenlinienbild auf dem Geodatenviewer. Namen bevorzugt nach den Beschriftungen auf dem Geodatenviewer. Andere Quellen für die Angaben sind vermerkt.
Quelle des Vorbachs selbst am Westrand des Waldzipfels Hirschschlag auf etwa 471 m ü. NN.
- Hetzengraben, von rechts etwas westsüdwestlich des Schrozberger Bahnhof im Brühl auf 457,9 m ü. NN,[2] 0,862 km. Entfließt nach ganz kurzem Oberlauf vom Hetzenbrunnen dorthin einem 0,0546 ha großen Teich am Nordrand der Waldinsel Oberloh auf 469,7 m ü. NN.[3]
- Durchfließt im westlichen Schrozberg an der Schulstraße auf etwa 452 m ü. NN einen See, 0,19 ha.
- ↑ Quelle am Schloss Schrozberg. Über Markierungsversuch nachgewiesener Zufluss von der Doline im Gewann Weidleswiesen am Südrand von Schrozberg ⊙ (Entfernung 1,85 km, Fließzeit 32 h, Abstandsgeschwindigkeit 58 m/h).[4]
- Könbronner Bach, von links am Ende des anfänglichen Vorbachbogens nach Osten und zurück gegenüber dem Urenberg auf 389,7 m ü. NN,[2] 0,87 km. Entsteht am Nordrand von Schrozberg-Könbronn auf etwa 442 m ü. NN.
- Otterbach, von links zwischen Könbronn und Niederstetten-Oberstetten entlang der Gemeindegrenze von Schrozberg zu Niederstetten auf etwa 380 m ü. NN, 2,622 km und 3,743 km². Entsteht wenig westlich von Schrozberg-Zell in den Gartenäckern auf etwa 460 m ü. NN.
- Speist in Folge auf unter 370 m ü. NN vier Einzelseen von 0,0932 ha, 0,0744 ha, 0,4443 ha und 1,1729 ha, die letzten zwei ausgewiesene Hochwasserrückhaltebecken, abwärts von denen ein großer Erddamm liegt.
- Bachbrunner Bächle, von links wenig südlich vor Oberstetten auf etwa 352 m ü. NN, 1,975 km und 1,892 km². Entsteht wenig unterhalb des Oberstettener Weilerhofs auf etwa 455 m ü. NN.
- Reutalbach, von rechts in Oberstetten auf 455 m ü. NN,[2] 7,959 km ab Quelle Hauptstrang, 2,639 km exklusiv als Reutalbach sowie 30,631 km². LUBW setzt den Hauptstrang zusammen aus dem linken Oberlauf Talbach bis zum Zusammenfluss im Reutalsee mit dem kürzeren und einzugsgebietsärmeren rechten Oberlauf Wildentierbach, einem unterhalb folgenden kurzen Reststück Wildentierbach bis zum Zusammenfluss mit dem merklich unbedeutenderen linken Haldenbach und schließlich dem unzweideutig Reutalbach heißenden Unterlauf von da an.
  - Offizieller und linker Oberlauf Talbach, 4,694 km und 12,558 km². Entsteht an der L 1026 bei Schrozberg-Untereichenrot auf etwa 448 m ü. NN.
  - Wildentierbach-Oberlauf bis Reutalsee, 4,394 km und 8,184 km². Entsteht nordöstlich von Niederstetten-Wildentierbach im Wald Häften auf etwa 464 m ü. NN.
  -  Zusammenfluss der beiden Oberläufe im 2,7867 ha großen Hochwasserrückhaltebecken Reutalsee auf etwa 390 m ü. NN. Dessen Ausfluss heißt dann für die folgenden 0,626 km weiter Wildentierbach.
  - Haldenbach, von links etwa einen halben Kilometer nach dem Reutalsees am Westknick des Bachs auf 369,9 m ü. NN,[2] 2,521 km und 6,349 km². Entsteht unmittelbar östlich von Schrozberg-Krailshausen auf etwa 442 m ü. NN.
    - ↑ Quelle in Krailshausen. Über Markierungsversuch nachgewiesener Zufluss von der Doline zwischen Kreuzfeld und Reupertsrot ⊙ (Entfernung 1,4 km, Fließzeit 57 h, Abstandsgeschwindigkeit 25 m/h).[4]
    - Aubach, von rechts auf 381,8 m ü. NN,[2] 2,196 km und 2,265 km². Entsteht südöstlich von Niederstetten-Hachtel im Wasen auf etwa 458 m ü. NN.
- Stegmühlenbach, von links wenige Schritte danach noch vor der Stegmühle,[5] 1,953 km. Entsteht in der Röte auf etwa 432 m ü. NN.
- Trockental Beckenmerkelsklinge, von links zwischen Ober- und Niederstetten. Klingenlänge ca. 1,3 km.[6]
- Neuweilergraben, von rechts in Niederstetten an der Hauptstraßenbrücke auf rund unter 310 m ü. NN, 1,293 km. Entsteht im Wildentierbacher Tal an der L 1020 auf etwa 375 m ü. NN. Oberhalb wenigstens nochmal so lange Trockental.
- Frickentalbach, von links in Niederstetten östlich der Mündung der Bahnhofsstraße in die Oberstetter Straße  auf etwa 304 m ü. NN, 3,745 km und 8,9 km². Entsteht bei Niederstetten-Sichertshausen auf etwa 416 m ü. NN.
  - Ermershäuser Bach, von links auf 393,7 m ü. NN,[2] 1,125 km. Entsteht bei Niederstetten-Ermershausen auf etwa 444 m ü. NN.
  - Schöntalbach (Paradiesgraben), von links am Westrand von Niederstetten-Haltenbergstetten auf etwa 329 m ü. NN, 2,145 km. Entsteht am oberen Ende des Eichhofs auf etwa 417 m ü. NN.
- ↑ Ziegelbrünnle, rechts knapp unterhalb der Frickentalbachmündung. Zufluss von Versickerungsstelle südöstlich von Wermutshausen.[4]
- Pfitzinger Graben, von links im Norden von Niederstetten auf 299 m ü. NN, 1,1 km. Entsteht im Gewann Lichte Eichen an der Kreisstraße von Niederstetten nach Pfitzingen auf 398 m ü. NN
- Regenbach, von rechts am Nordrand von Niederstetten auf 296 m ü. NN, 1,6 km. Entsteht am Rehhof auf 417 m ü. NN.
- Quellengraben, von links in Niederstetten-Vorbachzimmern auf 280,7 m ü. NN,[2] 0,193 km. Entsteht am Talhang auf unter 300 m ü. NN.
- Abgang der Weikersheim-Laudenbacher Mühlbachs, nach rechts knapp einen halben Kilometer vor dem Dorf auf etwa 260 m ü. NN
- Ebertsbronner Bach, von rechts in Laudenbach an der Vorbachbrücke der Marienstraße auf etwa 257 m ü. NN, 7,685 km und 14,047 km². Entsteht im Löchle westlich von Niederstetten-Dunzendorf auf etwa 445 m ü. NN und kreuzt den Mühlbach in Laudenbach.
  - ↑ Quelle Pumpwerk knapp oberhalb von Wermutshausen. Zufluss von Versickerungsstelle südöstlich von Wermutshausen.[7]
  - Schafberggraben, von links in Niederstetten-Wermutshausen auf etwa 395 m ü. NN, 0,436 km. Entsteht auf etwa 410 m ü. NN.
  - ↑ Stollenquelle im Süden von Ebertsbronn. Zufluss von Versickerungsstelle südöstlich von Wermutshausen.[7]
- Rücklauf der Mühlbachs, von rechts auf etwa 251 m ü. NN, 1,232 km.
- (Zufluss aus der Ghäuklinge), von rechts kurz nach Laudenbach auf 245,9 m ü. NN,[2] 1,183 km. Entsteht auf etwa 330 m ü. NN zwischen Ghäuberg und Wartberg.
- Landgraben. aus dem gleichnamigen Tal von rechts zwischen Kappelberg und Karlsberg auf 238,9 m ü. NN,[2] 2,174 km. Entsteht am Westrand von Weikersheim-Queckbronn auf etwa 335 m ü. NN.
- Honsbronner Graben, von links ais der Hammelsklinge auf etwa 237 m ü. NN, 3,357 km. Entsteht am Westrand von Honsbronn auf etwa 345 m ü. NN.
- Abgang des Mühlkanals, nach links beim Bahnhof am östlichen Talsiedlungsrand von Weikersheim auf etwa 228 m ü. NN, 1,039 km.

Mündung der Vorbach in Weikersheim unterhalb des dortigen Tauberwehrs und auf der rechten Seite des Heiligen Wöhrs auf 221,8 m ü. NN von links und Südosten in die Tauber. Die Vorbach ist hier 24,582 km lang und hat ein Einzugsgebiet von 116,387 km² hinter sich. Der Seitenzweig Mühlbach mündet nur etwa 150 m weiter südwestlich flussabwärts unterhalb eines Fußgängerstegs auf der linken Seite des Heiligen Wöhrs in die Tauber.

## Flusssystem Tauber
- Liste der Fließgewässer im Flusssystem Tauber mit weiterem Tauber-Zufluss mit Namen Vorbach bei Rothenburg ob der Tauber